# Iglesia de San Miguel (Echagüen)
La iglesia de San Miguel es un edificio situado en la anteiglesia española de Echagüen, en la provincia de Álava.

## Descripción
El edificio se encuentra en la anteiglesia española de Echagüen, del municipio de Aramayona, perteneciente a la provincia de Álava, en la comunidad autónoma del País Vasco. Se menciona como iglesia parroquial del lugar en el séptimo volumen del Diccionario geográfico-estadístico-histórico de España y sus posesiones de Ultramar de Pascual Madoz, donde aparece descrita con las siguientes palabras: «igl. parr. (San Miguel), servida por un beneficiado». En el tomo de la Geografía general del País Vasco-Navarro dedicado a Álava y escrito por Vicente Vera y López, se dice lo siguiente: «La parroquia es de categoría rural de segunda, dedicada á San Miguel; pertenece al arciprestazgo de Villarreal».